# Spielau
Spielau ist eine Ortschaft in der Stadtgemeinde Bad Leonfelden im Mühlviertel in Oberösterreich. Die Ortschaft hat 45 Einwohner (Stand: 1. Jänner 2024).

## Geographie

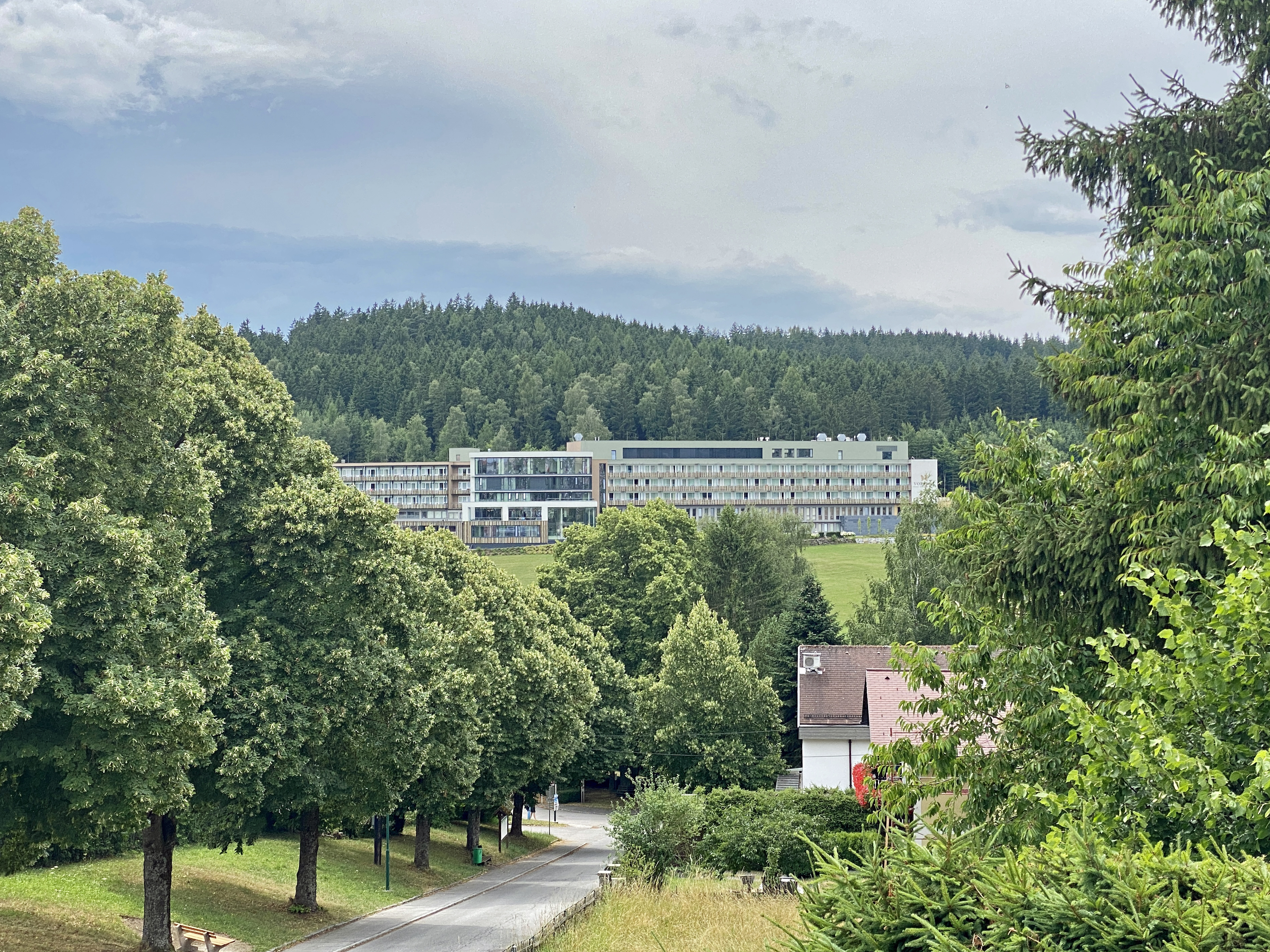
Kurhaus Bad Leonfelden in Spielau

Die Ortschaft liegt in den Südlichen Böhmerwaldausläufern. Sie ist Teil der Katastralgemeinde Leonfelden und des Zählsprengels Bad Leonfelden-Zentrum. Zur Ortschaft Spielau gehören 19 Adressen (Stand: 1. April 2020). Sie umfasst die gleichnamige Rotte Spielau und die Einzellage Kurhaus (Vortuna-Gesundheitsresort).
Spielau befindet sich in den Einzugsgebieten des Laimbachs und des Steinbachs.

## Geschichte
Der Ortsname wurde im Jahr 1435 als die Spillauber urkundlich erwähnt. Er leitet sich von Spill aus Spitel her und bezieht sich auf das Bürgerspital von Leonfelden, dem der Ort gehörte.
Laut Adressbuch von Österreich waren im Jahr 1938 in Spielau ein Färber, eine Gastwirtschaft und eine Mühle mit Sägewerk ansässig.

## Kultur und Sehenswürdigkeiten
Durch die Ortschaft verlaufen mehrere mittelschwere Radtour-Strecken: die 113,8 Kilometer lange Mühlviertler Hochland-Tour / Erwin’s Wadlbeißer-Tour, die 65,8 Kilometer lange Europaradregion-Runde, die 47,9 Kilometer lange Sternwald-Grenzland-Runde, die 20,4 Kilometer lange Stern-Runde, die 19,1 Kilometer lange Brunnwald-Runde und die 10,4 Kilometer lange Stadtrunde Bad Leonfelden.

## Verkehr
Die Landesstraße L1490 (Brunnwaldstraße) führt durch Spielau.